# Emilio Cecchi
Emilio Cecchi (Florencia, 14 de julio de 1884-Roma 8 de septiembre de 1966) fue un escritor y un crítico de la Italia del siglo XX.

## Trayectoria
Cecchi realizó sus estudios en Florencia y comenzó a hacer crítica literaria en la revista La Voce. Se inició ya en el mundo impreso con un ensayo, La poesia di Giovanni Pascoli, en 1912. 
Asentado en Roma hacia 1910, trabajó como crítico literario y artístico. Estudió sobre todo la literatura inglesa, hizo traducciones y escribió críticas famosas. Destacó enseguida el valor de Ulises de James Joyce. También se ocupó de cine: produjo tres filmes y escribió el guion de once películas.
En 1919 Cecchi fue uno de los fundadores y codirectores de La Ronda, famosa revista literaria romana que propugnaba un retorno a la tradición literaria tras los excesos de la vanguardia (formó parte, pues, delos llamados 'rondistas'); pero colaboró además en otras revista. Escribió, en esa línea estilística pura, sus Pesci rossi (1920) y Corse al trotto vecchie e nuove (1947). 
En 1925 fue un firmante del Manifesto degli intellettuali antifascisti, redactado por Benedetto Croce, pero tuvo fluctuaciones a finales de la década.
Durante la Guerra recibió a Moravia, Morante o Brancati en su casa.
Dirigió con Natalino Sapegno la Storia della letteratura italiana,  10 vols. 1965-1969.

## Obra

### Crítica literaria y artística
- La poesia di Giovanni Pascoli (1912)
- Storia della letteratura inglese del secolo XIX (1915)
- Pittura italiana dell'Ottocento (1926)
- Scrittori inglesi e americani (1937)
- La scultura fiorentina del Quattrocento (1956)
- I grandi romantici inglesi (1957)

### Creación literaria
- Pesci rossi (1920)
- Et in Arcadia ego (1936)
- Corse al trotto vecchie e nuove (1947)
- Il meglio di Katherine Mansfield (1957)
- Messico, tr. México, Barcelona, Minúscula, 2008

### Cine
- Guion de 1860, de [Alessandro Blasetti]]
- Productor del cortometraje Assisi  die Alessandro Blasetti (1932)
- Productor y colaborador en La tavola dei poveri de  Alessandro Blasetti (1932)

- Datos: Q708563
- Multimedia: Emilio Cecchi / Q708563